# Les Galeries dijonnaises
Les Galeries Dijonnaises sont un ancien grand magasin situé dans la ville de Dijon, au 108 rue Piron.

## Histoire
Au XIXe siècle, entre la place Saint-Jean et la place Jean-Macé se trouvaient Les Galeries Dijonnaises, construites pas les architectes Louis Perreau et Albert Leprince en 1896,. Il s'agissait d'un des plus grands magasins de la ville avec le Pauvre Diable et La Ménagère de la rue de la Liberté, aujourd'hui disparus mais toujours ancrés dans la mémoire collective de l'agglomération dijonnaise. La Société des magasins Prisunic en devient propriétaire à partir de 1933 et c'est Monoprix qui occupe actuellement l'emplacement depuis 2001.

## Architecture
L'ancien grand magasin de style néo-classique, avec son dôme n'a pas résisté au temps. C'est ainsi qu'en 1933, l'architecte Georges Wybo, à qui l'on doit notamment l'Hôtel George-V, le Printemps Haussmann à Paris et le casino de Deauville, entreprit les travaux du Prisunic de Dijon. En 1961, un certain "Dalmau" interviendra également dans l'architecture du bâtiment.

## Galerie

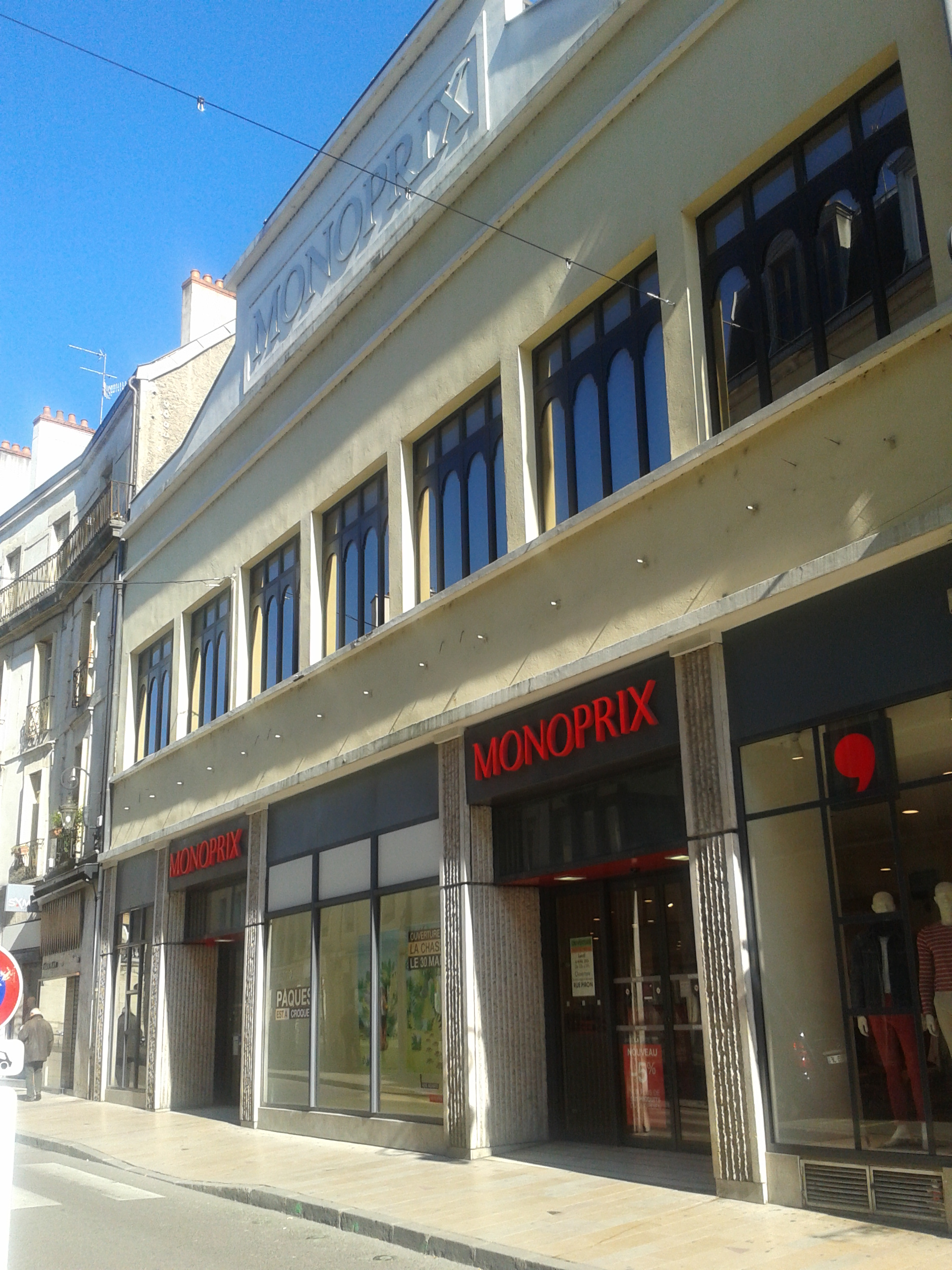
Monoprix, actuellement au 108 rue Piron
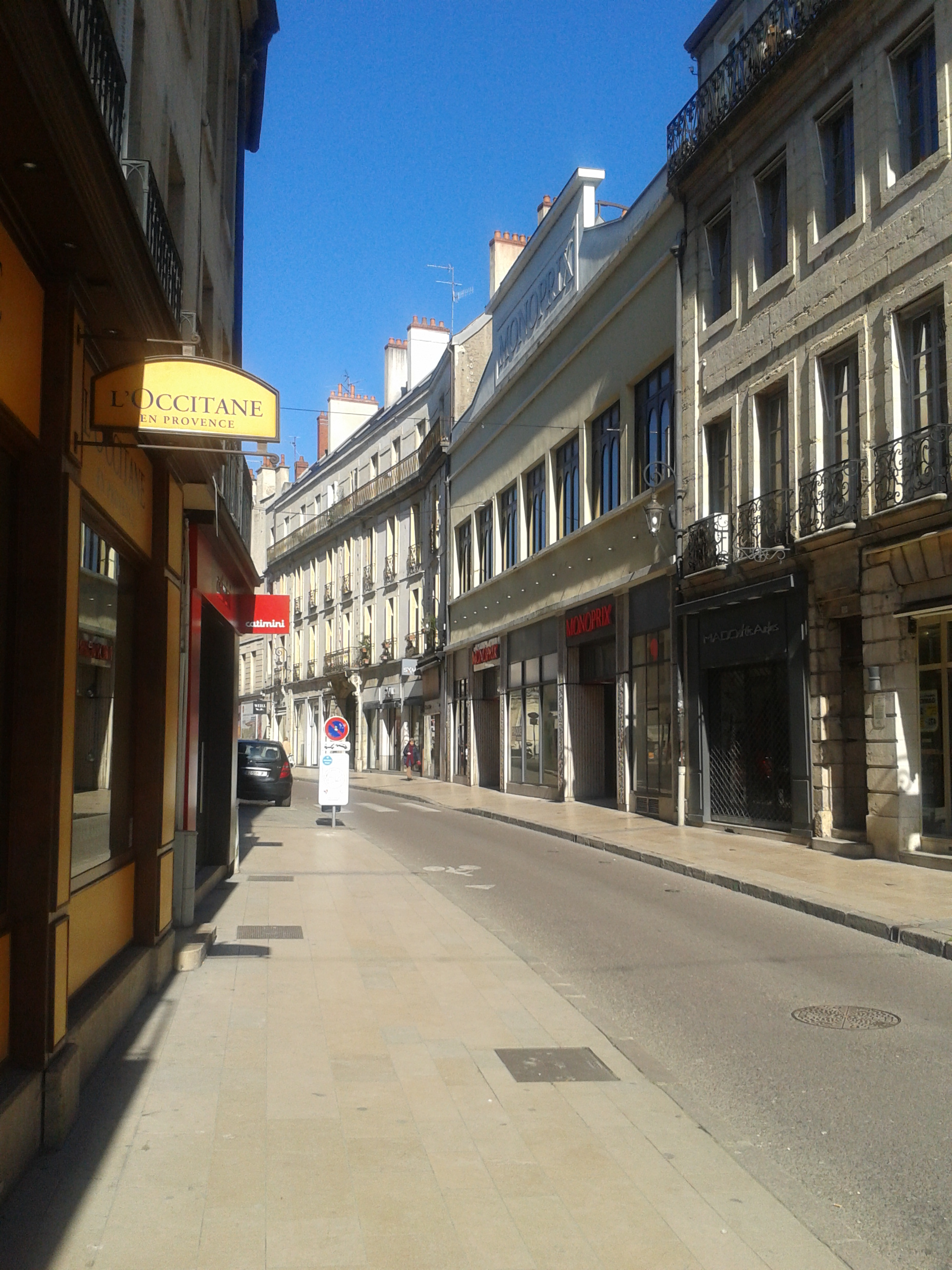
Monoprix vue depuis la rue Piron